# Unión Racionalista
La Unión Racionalista, en francés Union rationaliste, es una asociación francesa sin fines de lucro, regida por la ley francesa de 1901. Fundada en 1930 por el médico Henri Roger y el físico Paul Langevin, promueve el laicismo estatal, la crítica racional y combate las explicaciones sobrenaturales. Desde su creación, ha acogido entre sus miembros a científicos de renombre, profesores del Collège de France y de la Academia de Ciencias de Francia, así como a premios Nobel y escritores de renombre.
La Unión Racionalista da a conocer sus ideas a través de una transmisión semanal en la radio nacional France Culture, por dos revistas, Les Cahiers rationalistes y Raison Présente, así como por una editorial Les Éditions rationalistes.

## Fundación
En los primeros años de su fundación, el comité honorario incluso incluía a Albert Einstein, Paul Émile Appell, Émile Borel, Jacques Hadamard, Jean-Maurice Lahy, Henri Piéron, Charles Richet, Paul Rivet, François Simiand y Georges Urbain.

## Presidentes de la Unión Racionalista
- 1930-1938: Henri Roger
- 1938-1946: Paul Langevin
- 1946-1955: Frédéric Joliot-Curie
- 1955: Prosper Alfaric
- 1955-1960: Albert Châtelet
- 1960-1968: Charles Sadron
- 1968-1970: Ernest Kahane
- 1970-2001: Evry Schatzman
- 2001-2004: Jean-Pierre Kahane
- 2004-2012: Hélène Langevin-Joliot[5]
- 2012-2017: Édouard Brézin
- 2017-2019: Yves Bréchet
- A partir de 2019: Antoine Triller